# 28611 Liliapopova
28611 Liliapopova este un asteroid din centura principală de asteroizi.

## Descriere
28611 Liliapopova este un asteroid din centura principală de asteroizi. A fost descoperit pe 5 martie 2000 la Socorro, New Mexico, în cadrul proiectului LINEAR. Asteroidul prezintă o orbită caracterizată de o semiaxă mare de 2,23 ua, o excentricitate de 0,18 și o înclinație de 4,9° în raport cu ecliptica.